# Апостольська канцелярія
Апо́стольська канцеля́рія (лат. Cancellaria Apostolica) — одна зі стародавніх інституцій Римської курії. Упродовж століть багаторазово реформувалась, змінювала структуру й функції. Ліквідована у XX столітті, функції передано Державному секретаріату Ватикану.

## Стародавня Церква
Апостольська канцелярія — найдавніша інституція Римської курії, її витоки походять з IV століття. Прообразом Апостольської канцелярії була, імовірно, школа нотаріїв (Schola notariorium), що розміщувалась в офіційній резиденції римських пап у Латеранському палаці й очолювалась приміцерієм. Устрою Апостольської канцелярії надавав великого значення папа Григорій I, він надав їй риси аудиторії візантійських імператорів. Перші докладні відомості про устрій Апостольської канцелярії належать до початку XIII століття, коли її було реорганізовано папою Іннокентієм III.

## Становлення Апостольської канцелярії
До XI століття Апостольська канцелярія була об'єднана з папською бібліотекою й архівом. З XIII століття до її функцій входили переважно складання та розсилання актів Святого Престолу. Зі зникненням посади приміцерія главою Апостольської канцелярії став бібліотекар (bibliothecarius), який таким чином перетворився на одну з найвизначніших постатей у Римській курії; починаючи з понтифікату папи Геласія II (1118–1119), посада бібліотекаря могла бути доручена тільки кардиналу.
З 1144 року Апостольську канцелярію очолював канцлер, яким спочатку міг бути тільки єпископ. Папа Гонорій III (1216–1227) постановив, що Апостольською канцелярією можуть керувати не тільки єпископи, але й прелати, й титул канцлера (відповідно до пониження рангу глави Апостольської канцелярії) перетворився на титул віце-канцлера (vice-cancellarius). Це іменування посади глави Апостольської канцелярії збереглось, навіть коли папа Іван XXII (1316–1334) знову закріпив її за кардиналом.

## Остаточне оформлення функцій Апостольської канцелярії
До кінця XIV століття склалась структура Апостольської канцелярії, що існувала до початку XX століття: на чолі стояв віце-канцлер, йому підпорядковувався регент (regens vel locumtens), якому, в свою чергу, підпорядковувалось кілька протонотаріїв. Чиновники більш низького рангу підпорядковувались останнім. В межах Апостольської канцелярії працював також Відділ розгляду апеляцій (Audientia litterarum contradictarum).
Вперше чітко оформлені правила діяльності Апостольської канцелярії були встановлені папою Іваном XXII в апостольській конституції Ratio iuris (16 листопада 1331 року). Низку реформ було проведено папами Іннокентієм XI (1676–1689) і Климентом XII (1700–1721), ці реформи обмежили галузь діяльності Апостольської канцелярії.

## Апостольська канцелярія у XX столітті
Ще одна реформа Апостольської канцелярії була проведена папою римським Львом XIII 1901 року; її результати було закріплено папою Пієм X в апостольській конституції Sapienti consilio (1908). Реформи знайшли своє відображення в Кодексі Канонічного Права 1917 року, відповідно до якого до обов'язків Апостольської канцелярії входили складання й розсилання апостольських послань, що стосувались існуючих бенефіціїв та консисторських посад, заснування нових митрополій, єпархій та капітулів, а також складання апостольських конституцій щодо проголошення Ювілейного року, декретів про канонізацію святих тощо.
Конституція папи римського Павла VI Regimini Ecclesiae universae від 15 серпня 1967 року підтвердила функції Апостольської канцелярії, але цей же папа в motu proprio Quo aptius від 27 лютого 1973 року ліквідував Апостольську канцелярію. В останній період свого існування Апостольська канцелярія очолювалась кардиналом-канцлером Святої Римської Церкви та включала також заступника кардинала-канцлера, колегію апостольських протонотаріїв, писарів, архівістів та інших чиновників. Після скасування функції Апостольської канцелярії було передано Державному секретаріату, в межах якого була створена Канцелярія апостольських послань. Папа Іван-Павло II конституцією Pastor Bonus (28 червня 1988 року) ліквідував цей підрозділ, передавши його функції Відділу загальних питань Державного секретаріату.